# Bojczinowci (gmina)
Bojczinowci (bułg. Община Бойчиновци)  − gmina w północno-zachodniej Bułgarii, w obwodzie Montana.

## Miejscowości
Miejscowości wchodzące w skład gminy Bojczinowci:
- Beli breg (bułg.: Бели брег),
- Beli brod (bułg.: Бели брод),
- Bojczinowci (bułg.: Бойчиновци) – siedziba gminy,
- Erden (bułg.: Ерден),
- Gromszin (bułg.: Громшин),
- Kobilak (bułg.: Кобиляк),
- Lechczewo (bułg.: Лехчево),
- Madan (bułg.: Мадан),
- Myrczewo (bułg.: Мърчево),
- Ochrid (bułg.: Охрид),
- Paliłuła (bułg.: Палилула),
- Portitowci (bułg.: Портитовци),
- Władimirowo (bułg.: Владимирово).